# 特諾奇提特蘭
特诺奇提特兰（發音：[ˈmeχiko tenotʃˈtitlan] ⓘ），一般称为墨西哥-特诺奇提特兰（México-Tenochtitlán，納瓦特爾語發音：[meːˈʃíʔ.ko te.noːt͡ʃ.ˈtí.t͡ɬan]）是阿兹特克城邦，也是阿茲特克帝國首都，位於墨西哥特斯科科湖中一座島上，遺址位於今日墨西哥城的地下。
約自1344年至1345年阿茲特克人於此統治墨西哥，是阿兹特克帝国15世纪时的首都，曾是前哥伦布时期美洲最大的城市，直到1521年被西班牙人征服为止。之後埃爾南·科爾特斯在特諾奇提特蘭的废墟上建立起墨西哥城，該城成为了新西班牙总督辖区的首府。特诺奇蒂特兰面積約13平方公里，約有6萬間房屋，當時居住人口約20萬，亦是世界上最著名的人工岛之一。它亦是岛上的两个城邦之一，另外一个是特拉特洛尔科。
根據傳說，阿茲特克人的祖先是從北方一個叫阿茲特蘭的地方來的，他們根據太陽神维齐洛波奇特利的指示（亦有一說是根據羽蛇神的指示）往南來到阿納瓦克谷地（Anahuac Valley）的特斯科科湖；當他們來到湖中央的島嶼時，他們看到一隻叼著蛇的老鷹停歇在仙人掌上，這個意象告訴他們應該在這裡建造城市，1325年阿茲特克人在這個地方建立了特诺奇蒂特兰，一座巨大的人工島。

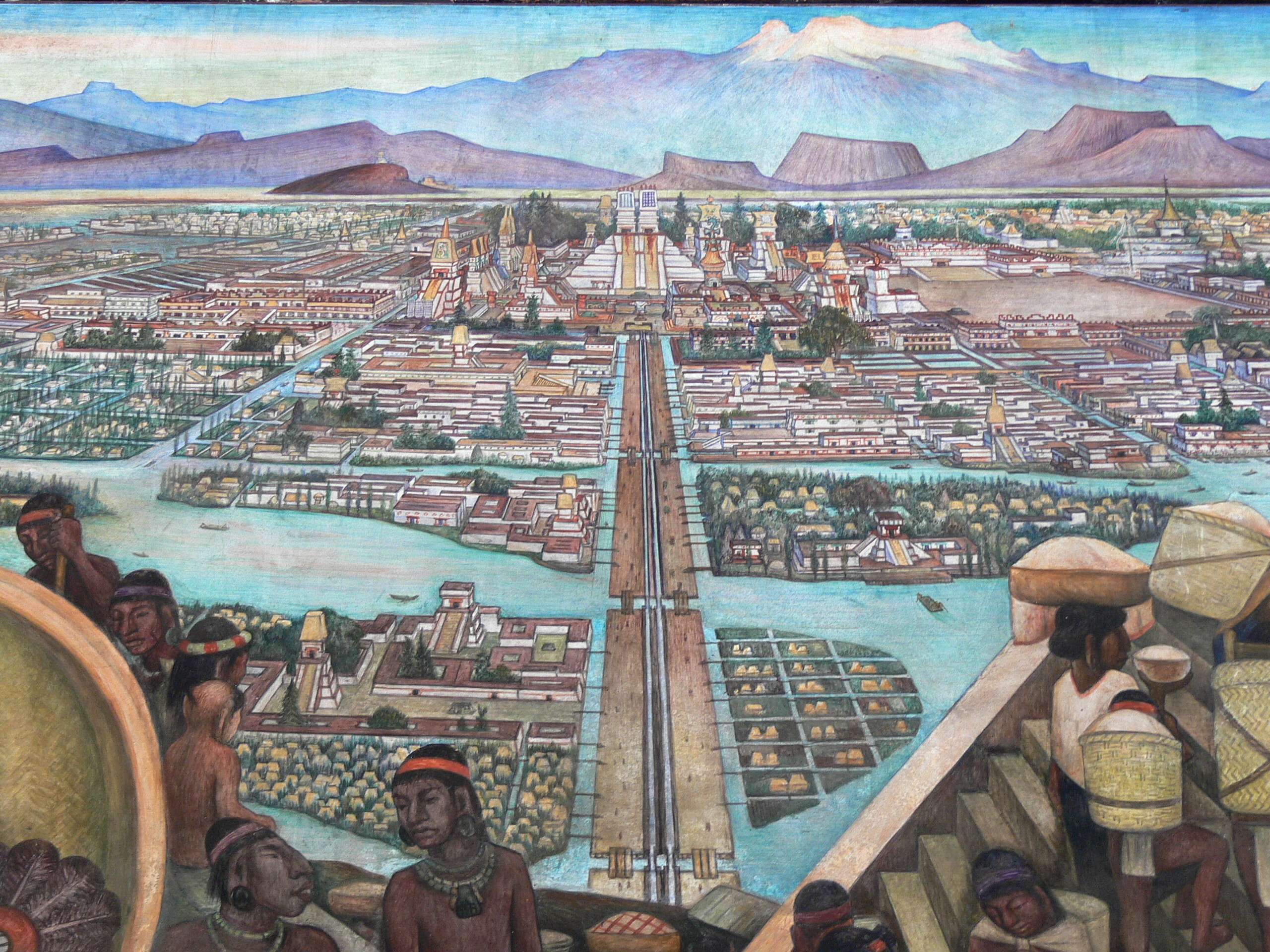
墨西哥畫家迭戈·里韋拉描繪的特诺奇提特兰，墨西哥城國家宮壁畫，1945年

## 语源
一般认为特诺奇提特兰（Tenochtitlan）来自納瓦特爾語的tetl [ˈtetɬ]（岩石）与nōchtli [ˈnoːtʃtɬi]（刺梨），故一般被解读为「刺梨中间生长的岩石」。然而16世纪晚期的《班克罗夫特对话》的手稿中表明第二个元音为短元音，所以其真正的语源仍不得而知。

## 地理

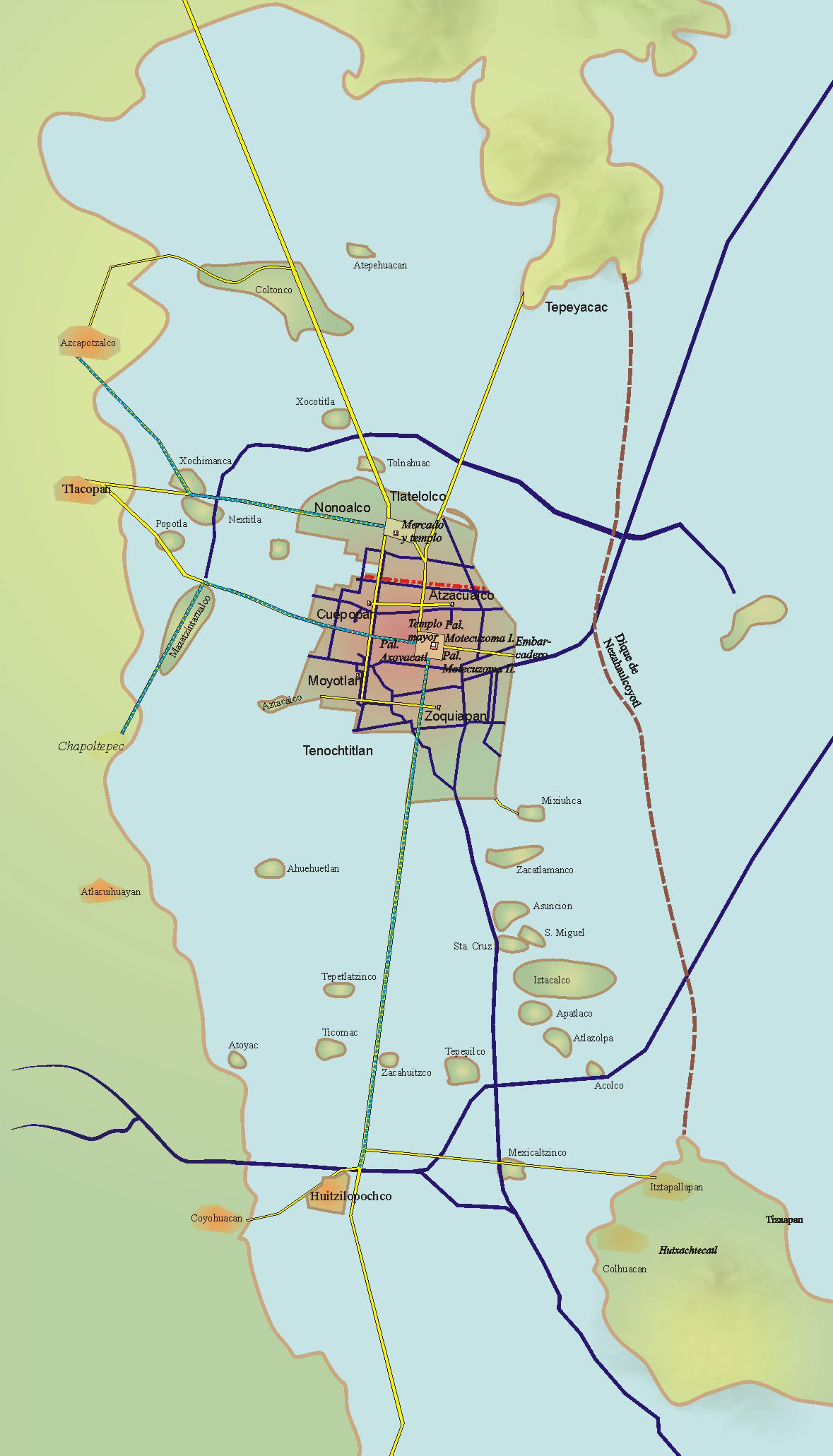
特斯科科湖西部。特诺奇提特兰在大陆的南部。北部为特拉特洛尔科。

特诺奇蒂特兰面積在8-13.5平方公里之间，坐落在特斯科科湖西部。人们用桥梁和堤道将其连接至大陆。堤道被桥梁打断以方便让独木舟或其他水上交通工具运行。在必要时桥梁可被拉下以保卫城市。这个城市也有各种运河相互交错，是故人们可以步行或借助独木舟走遍城市。
特斯科科湖是五大互相连接湖泊中最大的湖。由于在内流盆地上形成的缘故，特斯科科湖是盐湖。在蒙特苏马一世统治期间，“内萨瓦尔科约特尔之堤”被建立了起来，一般认为是内萨瓦尔科约特尔修建的。约于1453年前后，这长12-16千米的堤被修建完成了。

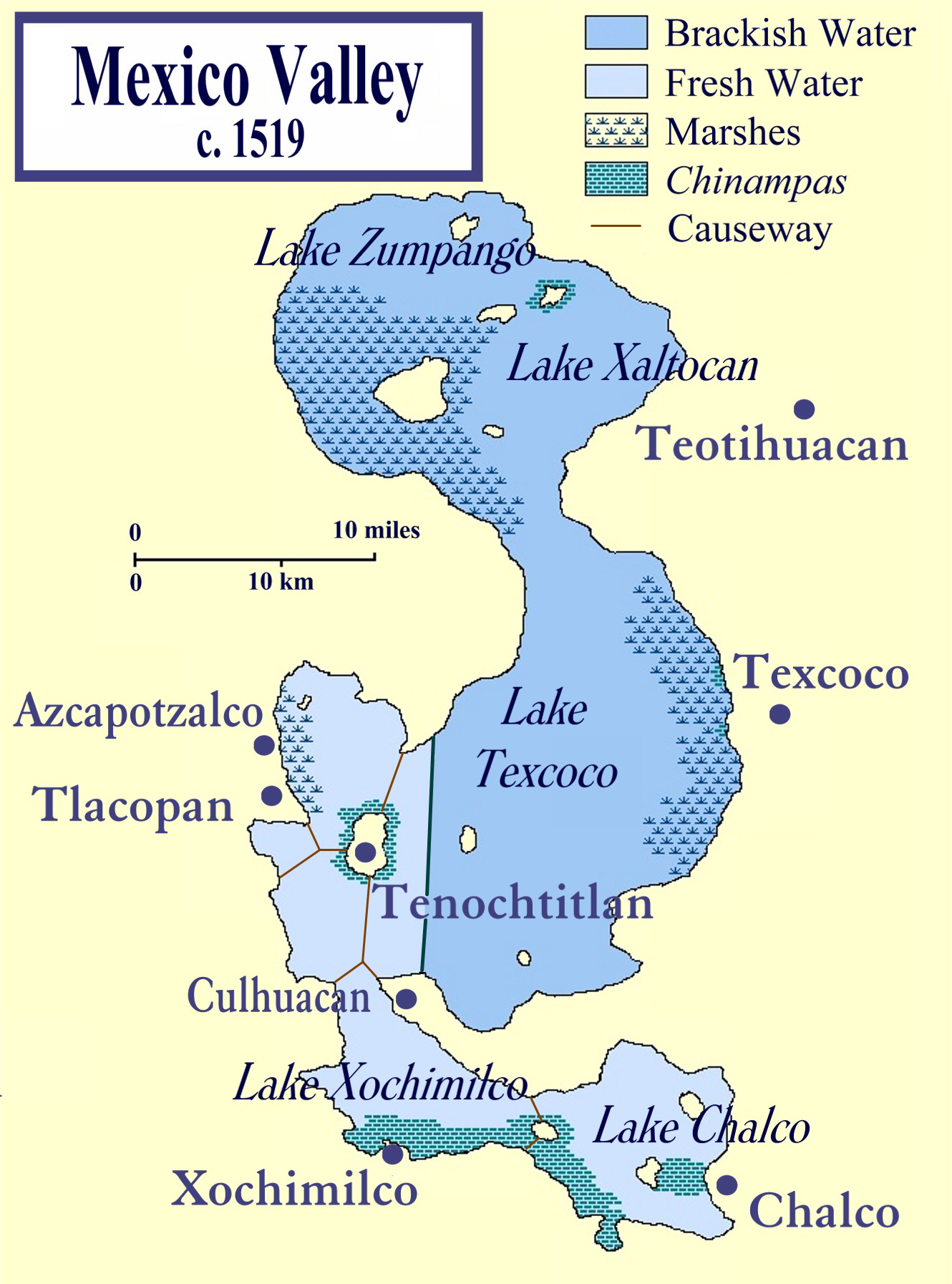
地圖描繪約1519年時的墨西哥谷主要城市及湖泊，特诺奇蒂特兰在地圖上以Tenochtitlan標示。
特斯科科湖有堤壩分隔淡水和鹹水，帶鹹味的水以淺藍色標示，淡水以更淺藍色標示。
湖中的特诺奇蒂特兰有多條通道連接外圍的湖岸。